# Dmitriy Rive
Pour les articles homonymes, voir Rive.
Dmitriy Rive, né le 19 avril 1995 à Astana, est un coureur cycliste kazakh.

## Palmarès
- 2012
  -  Champion du Kazakhstan du contre-la-montre juniors
  - 2e du championnat du Kazakhstan sur route juniors
- 2013
  -  Champion d'Asie du contre-la-montre juniors
  -  Champion du Kazakhstan du contre-la-montre juniors
  - 1re étape de l'International 3-Etappen-Rundfahrt der Rad-Junioren
  -  Médaillé d'argent du championnat d'Asie sur route juniors
  - 3e de l'International 3-Etappen-Rundfahrt der Rad-Junioren
  - 8e du championnat du monde du contre-la-montre juniors
- 2014
  - 3e du championnat du Kazakhstan du contre-la-montre

## Classements mondiaux
| Année         | 2014 |
| ------------- | ---- |
| UCI Asia Tour | 421e |